# مری‌ایب‌رع ختی
مری‌ایب‌رَع ختی یا مری‌ایب‌تاوی نخستین پادشاه دودمان نهم مصر و بنیان‌گذار آن است. برخی از محققان معتقدند که مری‌ایب‌رع ختی بنیانگذار دودمان نهم مصر یک خره‌سالار هراکلئوپولیس بود که اقتدار کافی را برای ادعای جانشینی مشروع فراعنه دودمان ششم مصر به دست آورد.
مانثون او را همان حاکم بدنام آختوئس می‌داند و می‌نویسد که او خودکامه‌ای بود که توسط یک تمساح نیل خورده شد.
پاپیروس تورین بر جای نام او یک بریدگی دارد.